# Tommy Steele

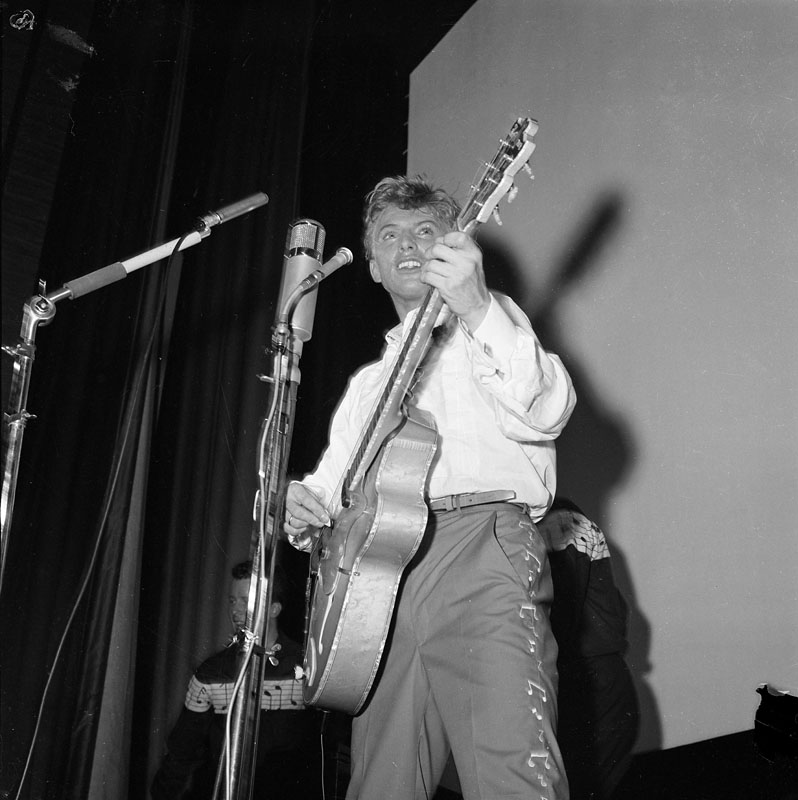
Tommy Steele (1957)

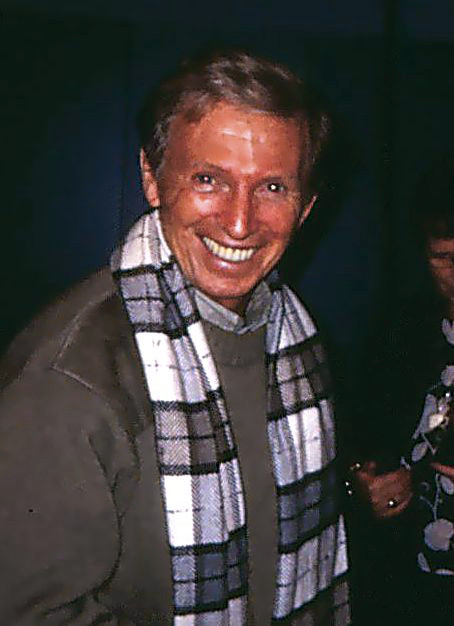
Tommy Steele (1999)

Sir Tommy Steele OBE (* 17. Dezember 1936 in London, England; eigentlich Thomas Hicks) ist ein britischer Sänger, Schauspieler und Entertainer. Er war der erste heimische Rock-’n’-Roll-Star Großbritanniens.

## Leben
Nach einigen Jahren in der Handelsmarine gründete Thomas Hicks 1956 mit Lionel Bart und Mike Pratt die Skiffle-Band The Cavemen. John Kennedy und Larry Parnes wurden auf sie aufmerksam und wurden ihre Manager. Der Name wurde in Tommy Steele & The Steelmen geändert. Steele war der erste Künstler im Stall des künftigen Musikmanagers Parnes. Und Parnes machte ihn zum Star. Die Singles Rock With The Caveman und Singing The Blues waren Hits.
1957 wurde der Film The Tommy Steele Story gedreht. Der zweite Film, The Duke Wore Jeans, folgte noch im gleichen Jahr, und Steele bekam seine eigene Fernsehshow. Tommy Steele war allgegenwärtig, live, auf Platte, im Radio, im Fernsehen und im Kino. Und er trat vor Mitgliedern der königlichen Familie auf.
1958 ging Steele auf internationale Tournee, die ihn durch Europa und bis nach Südafrika führte. Bei einem Auftritt in Großbritannien wurde er von Fans so schwer verletzt, dass er pausieren musste. Steele begann danach, sich vom Rock-’n’-Roll-Image zu lösen. Diese Rolle wurde von anderen besetzt, etwa Cliff Richard und Billy Fury.
Im Dezember 1958 hatte Steele seine erste Musical-Rolle in Cinderella am London Coliseum.
In dem Musical Half a Sixpence spielte Steele 1963 im Londoner Cambridge Theatre auf der Bühne, zwei Jahre danach am Broadway und 1967 schließlich auch in der gleichnamigen Hollywood-Verfilmung. Es folgten weitere Musical-Filme wie Walt Disneys Der glücklichste Millionär mit Fred MacMurray, Lesley Ann Warren und Greer Garson, für den er eine Nominierung für den Golden Globe Award als Bester Nachwuchsdarsteller erhielt, sowie Der goldene Regenbogen, zusammen mit Fred Astaire, Petula Clark und Don Francks unter der Regie von Francis Ford Coppola.
1974 brachte Steele das autobiografische Album My Life, My Song heraus. An Evening with Tommy Steele war 1979–80 mit 14 Monaten eine der am längsten laufenden One-Man-Shows überhaupt. 1983 inszenierte Steele das Musical Singin' in the Rain, in dem er auch die Hauptrolle spielte. 2003 war er mit dem Musical Scrooge auf Tour. Steeles Name ist eng mit dem London Palladium verbunden, wo er mittlerweile der Star mit den meisten Aufführungen ist. Eine Plakette im Hauptfoyer ehrt ihn dafür. 2005/2006 spielte er hier zuletzt in Scrooge.
Nachdem er bereits 1980 zum Officer des Order of the British Empire erhoben worden war, wurde er 2020 als Knight Bachelor geadelt.
Tommy Steele ist ebenfalls als Maler, Bildhauer und Autor aktiv und ein ausgezeichneter Pantomime.

## Diskografie

### Alben
| Jahr | Titel                                        | Höchstplatzierung, Gesamtwochen, AuszeichnungChartsChartplatzierungen (Jahr, Titel, Platzierungen, Wochen, Auszeichnungen, Anmerkungen) | Anmerkungen                                                |
| Jahr | Titel                                        | UK | Anmerkungen                                                |
| ---- | -------------------------------------------- | --- | ---------------------------------------------------------- |
| 1957 | Tommy Steele Stage Show                      | UK5 (1 Wo.)UK |                                                            |
| 1957 | The Tommy Steele Story                       | UK—UK | Album zum gleichnamigen Film                               |
| 1958 | The Duke Wore Jeans                          | UK—UK | Album zum gleichnamigen Film                               |
| 1959 | Cinderella                                   | UK—UK | Album zum gleichnamigen Musical, 1983 wiederveröffentlicht |
| 1963 | Half a Sixpence                              | UK20 (2 Wo.)UK |                                                            |
| 1965 | Tommy Steele Everything's Coming Up Broadway | UK—UK |                                                            |
| 1974 | My Life, My Song                             | UK—UK |                                                            |
| 1974 | Hans Andersen                                | UK—UK |                                                            |
| 1995 | Singin’ in the Rain                          | UK—UK | Album zum gleichnamigen Musical                            |
| 1996 | Some Like It Hot                             | UK—UK | Album zum gleichnamigen Musical                            |
| 2009 | The Very Best of                             | UK22 (3 Wo.)UK |                                                            |

### Singles
| Jahr | Titel B-Seite                                                      | Höchstplatzierung, Gesamtwochen, AuszeichnungChartsChartplatzierungen (Jahr, Titel, B-Seite, Platzierungen, Wochen, Auszeichnungen, Anmerkungen) | Anmerkungen                                                            |
| Jahr | Titel B-Seite                                                      | UK | Anmerkungen                                                            |
| ---- | ------------------------------------------------------------------ | --- | ---------------------------------------------------------------------- |
| 1956 | Rock With the Caveman Rock Around The Town                         | UK13 (5 Wo.)UK |                                                                        |
| 1956 | Singing the Blues Rebel Rock                                       | UK1 (15 Wo.)UK |                                                                        |
| 1956 | Elevator Rock Doomsday Rock                                        | UK—UK |                                                                        |
| 1957 | Knee Deep in the Blues Teenage Party                               | UK15 (9 Wo.)UK |                                                                        |
| 1957 | Butterfingers Cannibal Pot                                         | UK8 (18 Wo.)UK |                                                                        |
| 1957 | Water, Water A Handful Of Songs                                    | UK5 (17 Wo.)UK |                                                                        |
| 1957 | Shiralee Grandad's Rock                                            | UK11 (4 Wo.)UK |                                                                        |
| 1957 | Hey You! Plant A Kiss                                              | UK28 (1 Wo.)UK |                                                                        |
| 1958 | Happy Guitar Princess                                              | UK20 (5 Wo.)UK |                                                                        |
| 1958 | Nairobi Neon Sign                                                  | UK3 (11 Wo.)UK |                                                                        |
| 1958 | The Only Man on the Island I Puts The Lightie On                   | UK16 (8 Wo.)UK |                                                                        |
| 1958 | Come On, Let’s Go Put A Ring On Her Finger                         | UK10 (13 Wo.)UK |                                                                        |
| 1958 | It's All Happening What Do You Do                                  | UK—UK |                                                                        |
| 1958 | A Lovely Night Marriage Type Love                                  | UK—UK |                                                                        |
| 1959 | Tallahassee Lassie Give! Give! Give!                               | UK16 (5 Wo.)UK | B-Seite Give! Give! Give! auf Platz 28 (2 Wo.) ebenfalls in den Charts |
| 1959 | Little White Bull Singing Time                                     | UK6 (17 Wo.)UK |                                                                        |
| 1959 | Hiawatha The Trial                                                 | UK—UK |                                                                        |
| 1959 | You Were Mine Young Ideas                                          | UK—UK |                                                                        |
| 1960 | What a Mouth (What a North and South) Kookaburra                   | UK5 (11 Wo.)UK |                                                                        |
| 1960 | Must Be Santa Boys And Girls                                       | UK40 (1 Wo.)UK |                                                                        |
| 1960 | Happy-Go-Lucky Blues (The Girl With The) Long Black Hair           | UK—UK |                                                                        |
| 1961 | The Writing on the Wall Drunken Guitar                             | UK30 (5 Wo.)UK |                                                                        |
| 1961 | My Big Best Shoes The Dit-Dit Song                                 | UK—UK |                                                                        |
| 1962 | Hit Record What A Little Darlin'                                   | UK—UK |                                                                        |
| 1963 | Where Have All the Flowers Gone Butter Wouldn't Melt in Your Mouth | UK—UK |                                                                        |
| 1963 | Flash Bang Wallop She's Too Far Above Me                           | UK—UK |                                                                        |
| 1963 | He’s Got Love Green Eye                                            | UK—UK |                                                                        |
| 1963 | The Dream Maker Egg And Chips                                      | UK—UK |                                                                        |
| 1965 | Half a Sixpence If The Rain's Got To Fall                          | UK—UK |                                                                        |
| 1968 | Fortuosity I'll Always Be Irish                                    | UK—UK |                                                                        |
| 1974 | King’s New Clothes Wonderful Copenhagen                            | UK—UK |                                                                        |

## Filmografie
- 1957: Die Tommy Steele Story (The Tommy Steele Story)
- 1958: The Duke Wore Jeans
- 1959: Tommy, der Torero (Tommy the Toreador)
- 1960: Light Up the Sky!
- 1962: Quincy's Quest
- 1964: Richard Whittington Esquire
- 1967: Der glücklichste Millionär (The Happiest Millionaire)
- 1967: Half a Sixpence
- 1968: Der goldene Regenbogen (Finian's Rainbow)
- 1969: Mein Freund Ben, TV-Serie, 1 Folge
- 1969: Where's Jack?
- 1973: Once Upon a Time, TV-Serie, 1 Folge
- 1978: The Yeomen of the Guard
- 1979: Quincy's Quest

## Bibliografie
- Tommy Steele: Bermondsey Boy: Memories of a Forgotten World. Joseph, London 2006, ISBN 0-7181-4972-6.